# Търновлаг
Търновлаг е село в Западна България. То се намира в община Кюстендил, област Кюстендил.

## География
Селото се намира на десния бряг на река Струма. Има построен бетонен мост.

## Спорт и отдих
Селският футболен отбор „Струмска слава“, е основан през 1956 г. Налице са писмени доказателства, в това число и снимки, че футболен клуб е съществувал много преди 1956 г., като предстоят анализи и проверка на документите след което ще последва промени в годината на основаване. Носител е на купата на „Брянск“. Участник в турнира за купата на България, както и в турнира за аматьорската футболна лига. Отборът се изявява в регионалната лига и е един от най-титулуваните в нея.
Селото е изключително подходящо за риболов.

## Личности

### Родени в Търновлаг
- Радко Стефанов Радков бивш кмет